# Lijst van oorlogsmonumenten in Emmen
De Nederlandse gemeente Emmen heeft 11 oorlogsmonumenten. Hieronder een overzicht.
| Nr.  | Object                        | Herdachte groep                                            | Ontwerper          | Onthulling    | Type               | Locatie                       | Plaats                                                        | Coördinaten                   | Foto                          |
| ---- | ----------------------------- | ---------------------------------------------------------- | ------------------ | ------------- | ------------------ | ----------------------------- | ------------------------------------------------------------- | ----------------------------- | ----------------------------- |
| 575  | Geallieerd erehof             | geallieerde militairen                                     |                    |               | begraafplaats/graf | Klazienaveensestraat          | Nieuw-Dordrecht                                               | 52° 45' 10" NB, 6° 57' 54" OL | Geallieerd erehof             |
| 576  | Monument aan de Europaweg     | burgerslachtoffers                                         |                    |               | gedenksteen        | Europaweg, 7761               | Schoonebeek                                                   | 52° 39' 42" NB, 6° 53' 4" OL  | Monument aan de Europaweg     |
| 581  | Oorlogsmonument               | algemeen, allen, verzet Nederland                          | Kees van Renssen   | 1985          | beeld/sculptuur    | Kerkpad, 7811 AN              | Emmen                                                         | 52° 47' 5" NB, 6° 53' 40" OL  | Oorlogsmonument               |
| 583  | Pools monument                | geallieerde militairen                                     |                    | 10 april 1988 | gedenksteen        | Noordbargerstraat, 7811 KE    | Emmen                                                         | 52° 47' 11" NB, 6° 54' 18" OL |                               |
| 587  | Oorlogsmonument               | allen, burgerslachtoffers                                  |                    |               | Kruis              | hoek Jagerslaan/Dreef         | Nieuw-Amsterdam Veenoord                                      | 52° 42' 48" NB, 6° 51' 16" OL | Oorlogsmonument               |
| 640  | Indië-monument                | militairen in dienst van het Ned. Kon. na 1945             | Onno de Ruijter    | 23 mei 1993   | beeld/sculptuur    | Wilhelminastraat 43, 7811 JD  | Emmen                                                         | 52° 46' 58" NB, 6° 53' 48" OL | Indië-monument                |
| 3181 | Gedenkplaten in de synagoge   | vervolgden Nederland                                       |                    |               | plaquette          | Julianastraat 27, 7811 JT     | Emmen                                                         | 52° 46' 48" NB, 6° 53' 54" OL |                               |
| 3276 | Plaquette bij de Grote kerk   | vervolgden Nederland, verzet Nederland, burgerslachtoffers | Nico Witteman      | 4 mei 1979    | plaquette          | Schoolstraat 5, 7811 XX       | Emmen                                                         | 52° 47' 16" NB, 6° 53' 41" OL |                               |
| 3523 | Monument bij de Norit-fabriek | burgerslachtoffers                                         |                    | 23 maart 2010 | gedenksteen        | Mr. Ovingkanaal OZ 3, 7891 EV | Klazienaveen                                                  | 52° 43' 46" NB, 6° 59' 48" OL | Monument bij de Norit-fabriek |
| 3691 | RAF-monument                  | geallieerde militairen                                     | Steenhouwerij Kalk | 3 mei 1980    | gedenksteen        | Klazienaveensestraat 73, 7885 | Nieuw Dordrecht                                               | 52° 45' 6" NB, 6° 57' 58" OL  | RAF-monument                  |
|      | Stolpersteine                 | vervolgden Nederland                                       | Gunter Demnig      |               | plaquette          | Zie Stolpersteine in Emmen    | Emmen, Emmer-Compascuum, Nieuw Amsterdam, Roswinkel, Veenoord |                               | Meer afbeeldingen             |

Aa en Hunze ·
Assen ·
Borger-Odoorn ·
Coevorden ·
De Wolden ·
Emmen ·
Hoogeveen ·
Meppel ·
Midden-Drenthe ·
Noordenveld ·
Tynaarlo ·
Westerveld